# Polyrhaphis baloupae
Polyrhaphis baloupae es una especie de escarabajo longicornio del género Polyrhaphis, tribu Polyrhaphidini, subfamilia Lamiinae. Fue descrita científicamente por Santos-Silva, Martins & Tavakilian en 2010.
La especie se mantiene activa durante los meses de febrero, marzo y abril.

## Descripción
Mide 17-22 milímetros de longitud.

## Distribución
Se distribuye por Guayana Francesa.